# بنارس
بِنارس یا بَنارَس (به هندی: बनारस) , (به اردو: بنارس) یا واراناسی شهری بر کرانه چپ رود گنگ در جنوب شرقی ایالت اوتار پرادش هند است. این شهر از مراکز دینی عمده هندوان است و در نزد بوداییان و پیروان آیین جین نیز مقدس است.
بنارس از شهرهای مهم تاریخی، فرهنگی و تجاری هند، و از مراکز قدیمی و مهم شیعیان شبه قاره هند به‌شمار می‌رود.
واژه بنارس، شکل دیگر واژه وارانسی است. برخی این نام را برگرفته از نام دو رودخانه ورونه و آسی می‌دانند، که پایه علمی ندارد. از دیگر نام‌های معروف آن کاشی است که ظاهراً از نام یکی از قبایل آریایی نژاد آن منطقه برگرفته شده‌است و به اعتقاد عموم مفهوم براق و درخشان دارد. در زمان اورنگ زیب شهر رسماً محمدآباد نامیده شد ولی با انقراض بابریان این نام به فراموشی سپرده شد.

## پیشینه
بنارس در سال ۵۹۰ق به تصرف معزالدین محمد سام درآمد و بسیاری از بتهای معابد متعدد آن نابود و شهر ویران شد. بابر در ۹۳۶ق آن را گرفت. در دوره اکبرشاه، راجه جی سینگه معابد متعدد و رصدخانهای در آنجا ساخت. اورنگ زیب مسجدی به جای یکی از معابد قریم هندی آن بنا نهاد. در ۱۷۷۵م بنارس به بریتانیا واگذار گردید و در ۱۹۵۰م جزء اتحادیه هند شد.
از آنجا که بنارس بر سر راه ارتباطی مراکز مهم علمی و ادبی چون آگره، لکهنو، عظیم‌آباد و جونپور قرار داشت، به یکی از محل‌های مهم تجمع شعرا، ادبا و دانشمندان تبدیل شد. شاعران و ادبای فارسیگوی بسیاری در زمان اکبرشاه، جهانگیرشاه و شاه جهان، اهل بنارس بودند یا در آنجا زندگی می‌کردند. بنارس امروزه نیز از مراکز آموزش زبان فارسی است. هم‌اکنون زبان و ادبیات فارسی در دانشگاه هندوی بنارس تا سطح دکتری تدریس می‌شود و در مدرسه دینی الجامعةالسلفیة این شهر نیز طلاب فارسی می‌آموزند.
در مراسم مذهبی هندوها در این شهر بیش ۴۰۰۰۰ جسد سوزانده می‌شود و تعداد زیادی جسد هم تحت عنوان (اجساد طرد شده) در رودخانه گنگ رها می‌شوند، که به مرور زمان فاسد شده یا خوراک حیوانات می‌شوند.

## نگارخانه

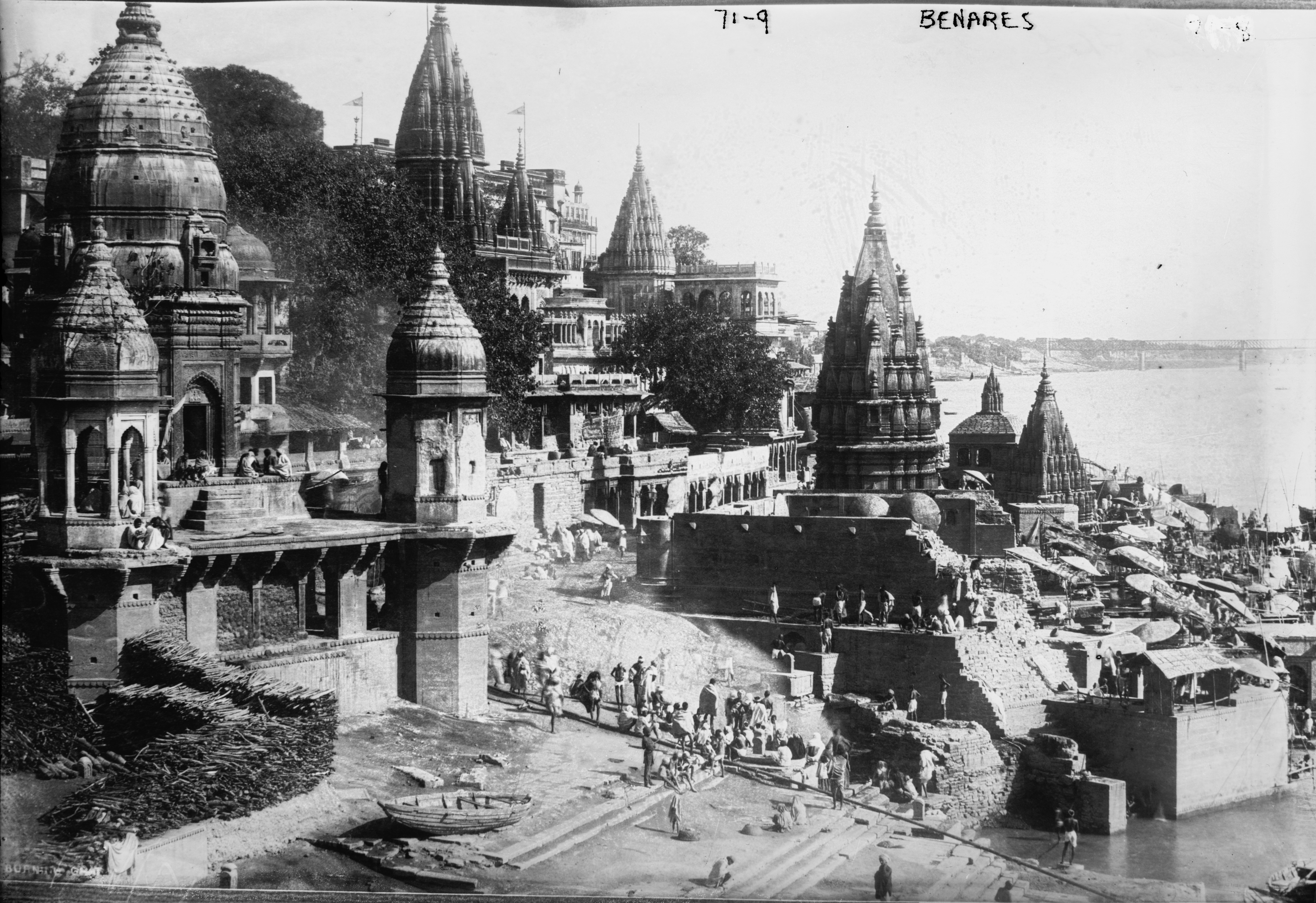
بنارس در ۱۹۲۲م
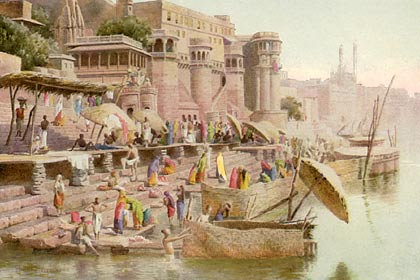
نقاشی از بنارس در ۱۸۹۰م
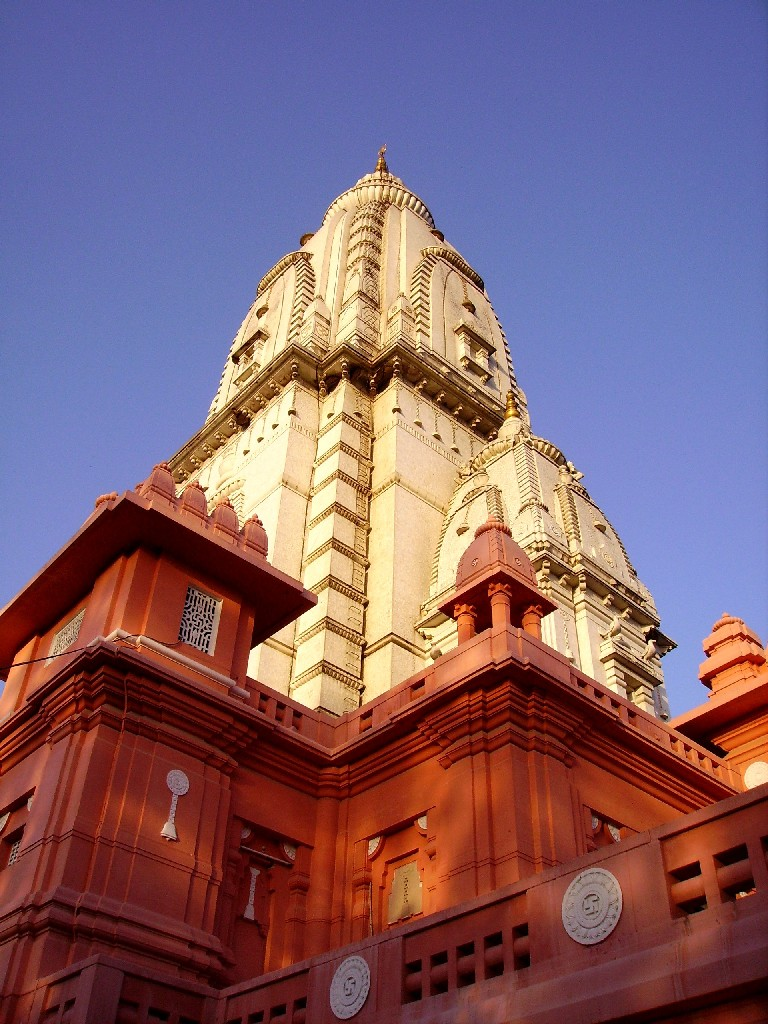
دانشگاه هندوی بنارس
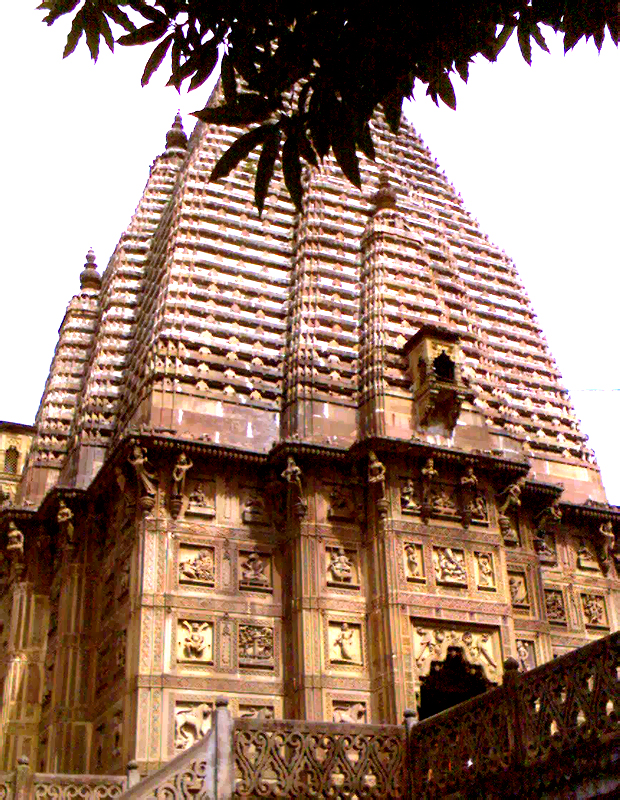
معبد دورگا ماندیر، بنارس
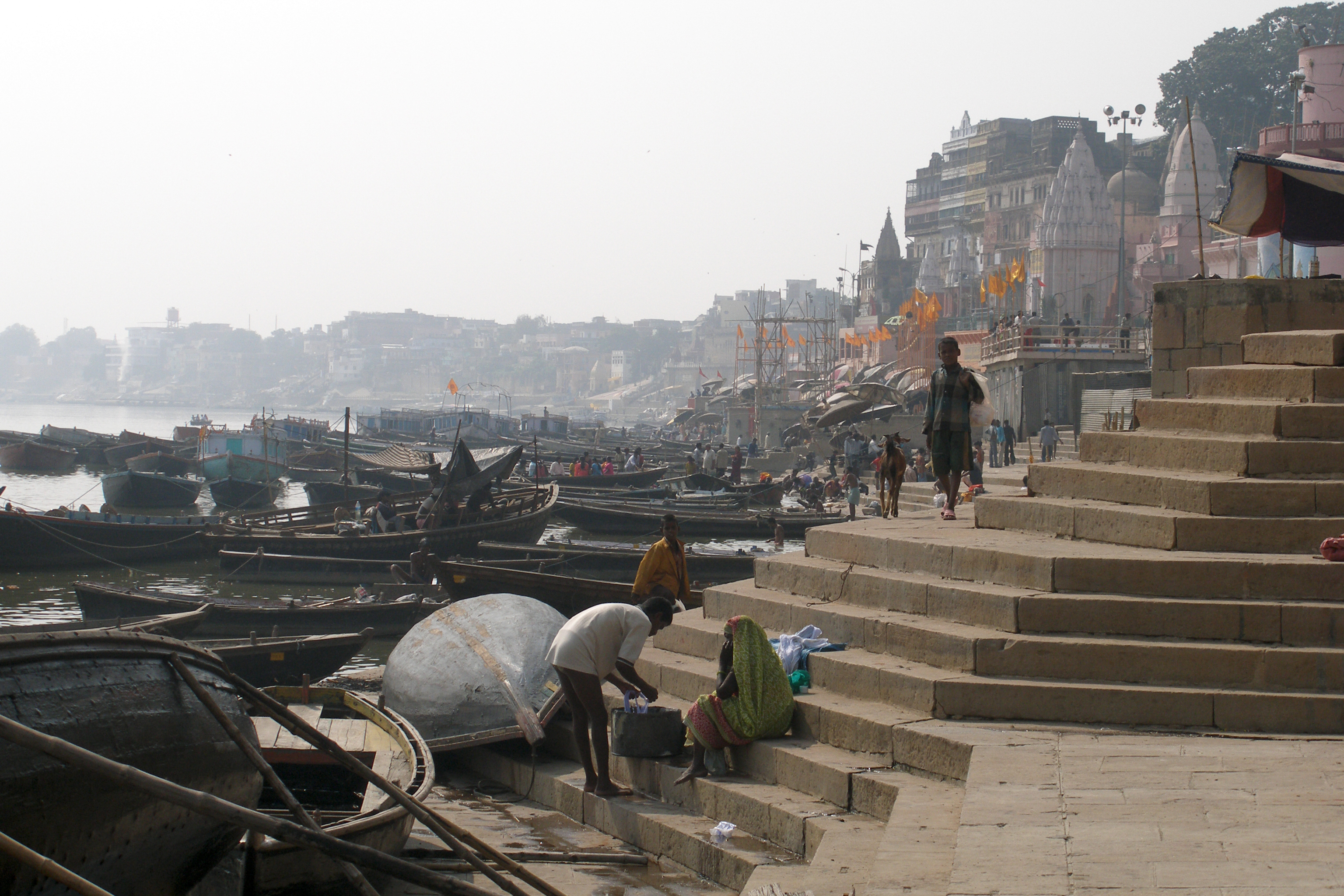
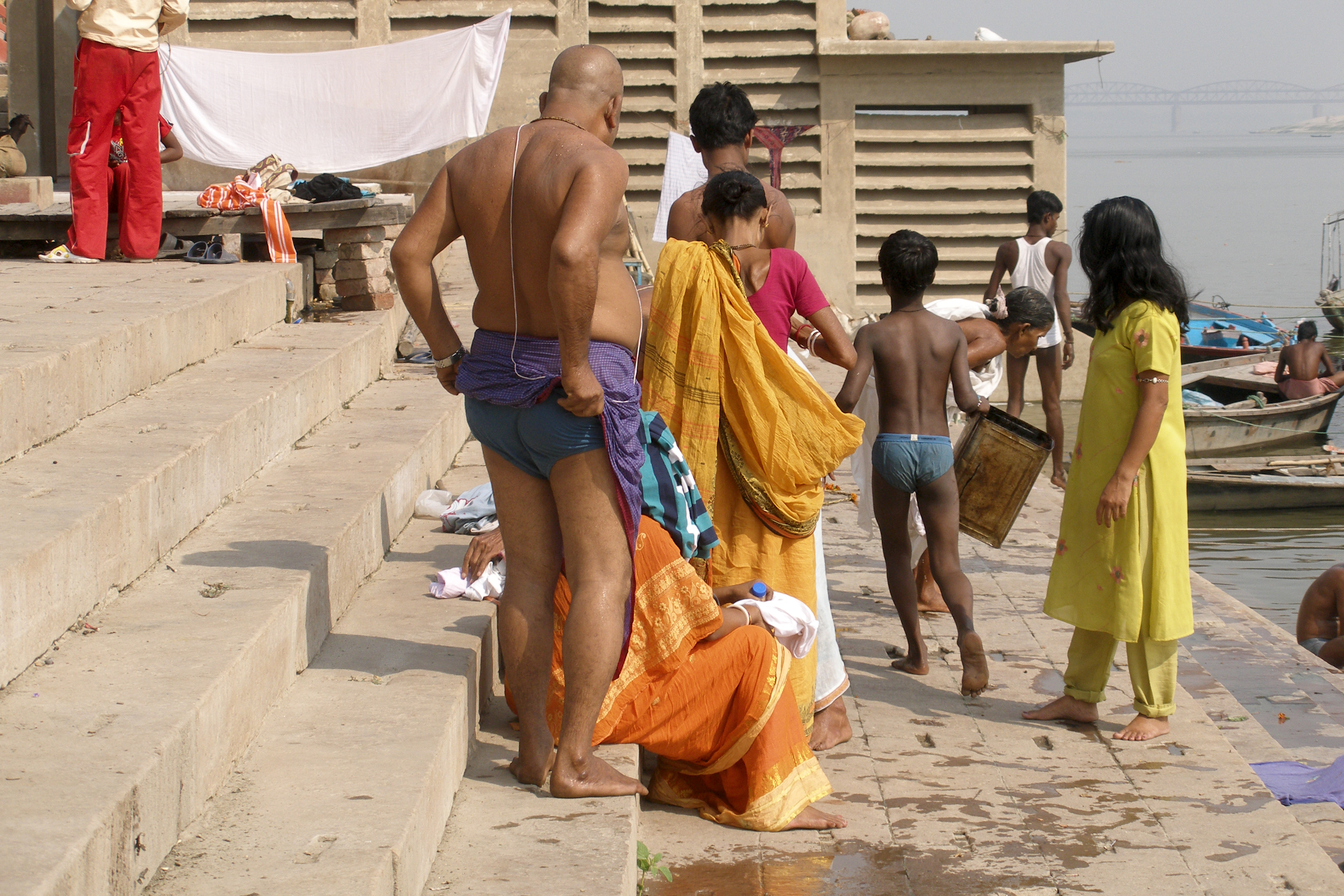
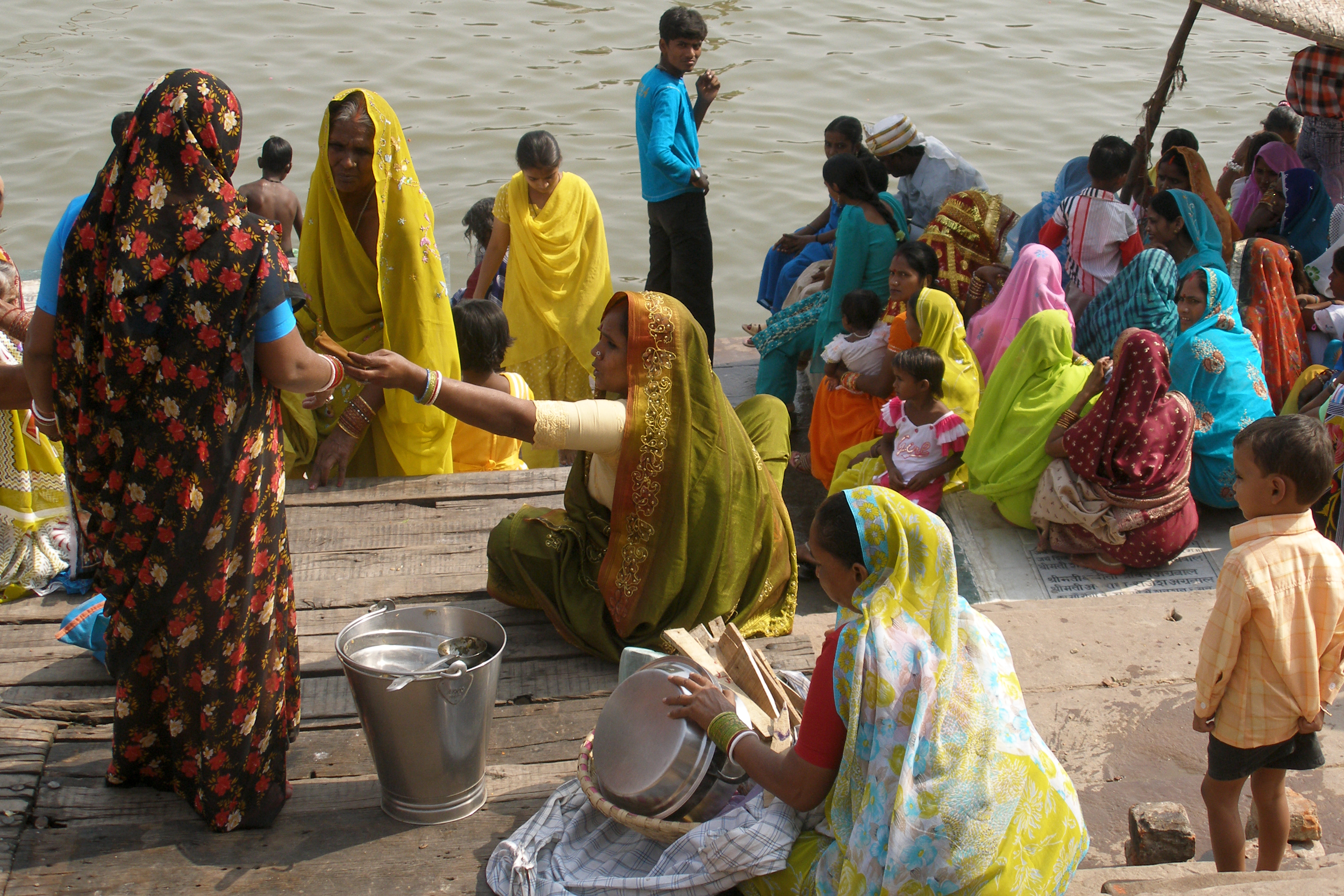
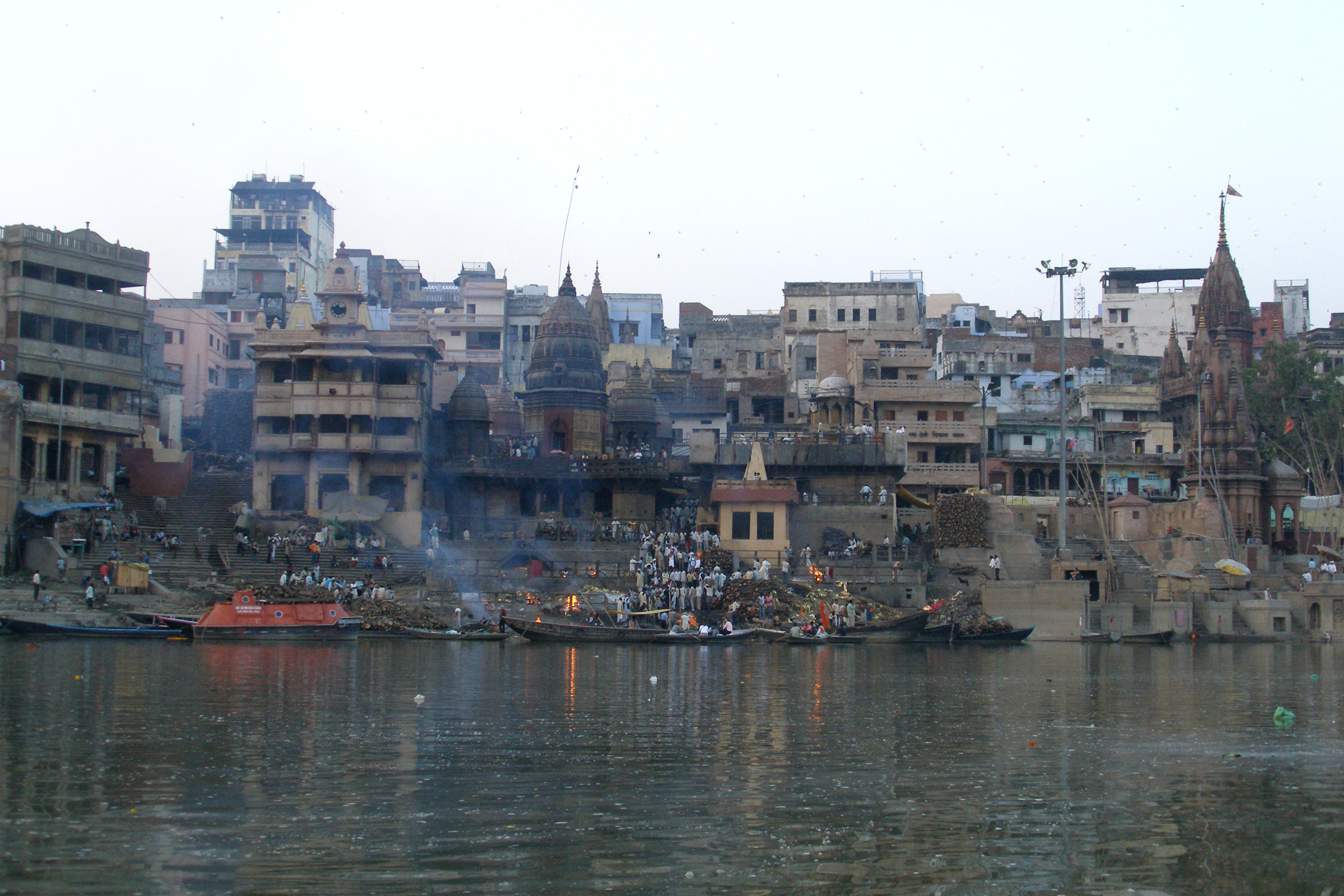